# 13 (Die Ärzte)
13 is het veertiende album van de Duitse punkband Die Ärzte, verschenen op 25 mei 1998.
De studio-opnamen van het album begonnen in de zomer van 1997, hoewel volgens de officiële biografie van de band de opnamen pas op 3 januari 1998 begonnen. Het album werd het eerste album van de band, dat op hun eigen nieuwe platenlabel "Hot Action Records" werd uitgebracht. Naast de albums, vermeld op de speellijst, bevindt zich ook het verborgen nummer "Lady" op de cd, die pas te vinden is, wanneer de cd vóór het eerste nummer wordt teruggespoeld. De zin "Sie ahnten ja nicht, was ihnen bevor stand..." die te horen is aan het begin van het eerste lied op de cd is als hint in die richting te beschouwen.
Tussen de nummers door zijn op verschillende plaatsen korte citaten of uitspraken toegevoegd. Voorafgaand aan "Angeber" klinkt er bijvoorbeeld "acht-an-abl-ah", oorspronkelijk een verspreking van bandlid Rodrigo González tijdens een concert, dat naar verluidt later een soort cultstatus bereikte onder de fans en door González voortaan tijdens concerten gebezigd werd. De korte dialoog aan het begin van "Party stinkt" is afkomstig uit een gesprekje tussen Homer Simpson en Mr. Milhouse in de Duits nagesynchroniseerde versie van televisieserie The Simpsons (Aflevering: "The War of the Simpsons"). Het nummer "Der Graf" begint met een citaat uit de film "Dracula" (1931). In de seconden vóór het begin van "Lady" is zanger Gene Simmons van de band KISS te horen in een fragment dat gekopieerd is van de cd "KISS Covered In Scandinavia".
Het album "13" werd in Duitsland zeer succesvol. Het single-tje "Ein Schwein namens Männer", waarop het nummer "Männer sind Schweine" (mannen zijn varkens) staat, was het eerste nummer van de band dat plaats 1 bereikte van de Duitse single-hitlijst. Het nummer verkreeg ook buiten Duitsland enige bekendheid, doordat de clip meerdere malen vertoond werd op "MTV Europe", de Europese variant van de muziekzender MTV. In deze clip was een hoofdrol weggelegd voor het fictieve computerspelkarakter Lara Croft, die de bandleden een voor een probeert uit te schakelen.
Andere singles die in Duitsland van het album werden uitgebracht, waren de nummers "Goldenes Handwerk", "1/2 Lovesong" en "Rebell".

## Speellijst
- "Lady" (verborgen vóór het eerste nummer)

1. "Punk ist..." 3:41
2. "Ein Lied für dich" 2:43
3. "Goldenes Handwerk" 2:50
4. "Meine Freunde" 1:47
5. "Party stinkt" 3:26
6. "1/2 Lovesong" 3:52
7. "Ignorama" 2:46
8. "Nie wieder Krieg, nie mehr Las Vegas!" 2:36
9. "Rebell" 3:51
10. "Der Graf" 3:44
11. "Grau" 2:45
12. "Angeber" 2:58
13. "Männer sind Schweine" 4:17
14. "Liebe und Schmerz" 3:52
15. "Nie gesagt" 4:57
16. "Der Infant" 3:05
17. "Grotesksong" 3:40 (een protestlied tegen protestliederen)